# Zone de conservation des oiseaux de Lyngholmen
La Zone de conservation des oiseaux de Lyngholmen  est une aire protégée norvégienne qui est située dans le municipalité de Larvik, dans le comté de Vestfold.

## Description
La réserve naturelle de 0,16 km2 a été créée en 2009. C'est un grand îlot vallonné de l'archipel de Svenner, au large du côté nord-est du phare de Svenner, qui est un lieu de nidification important pour les espèces de Larinae (mouettes et goélands).

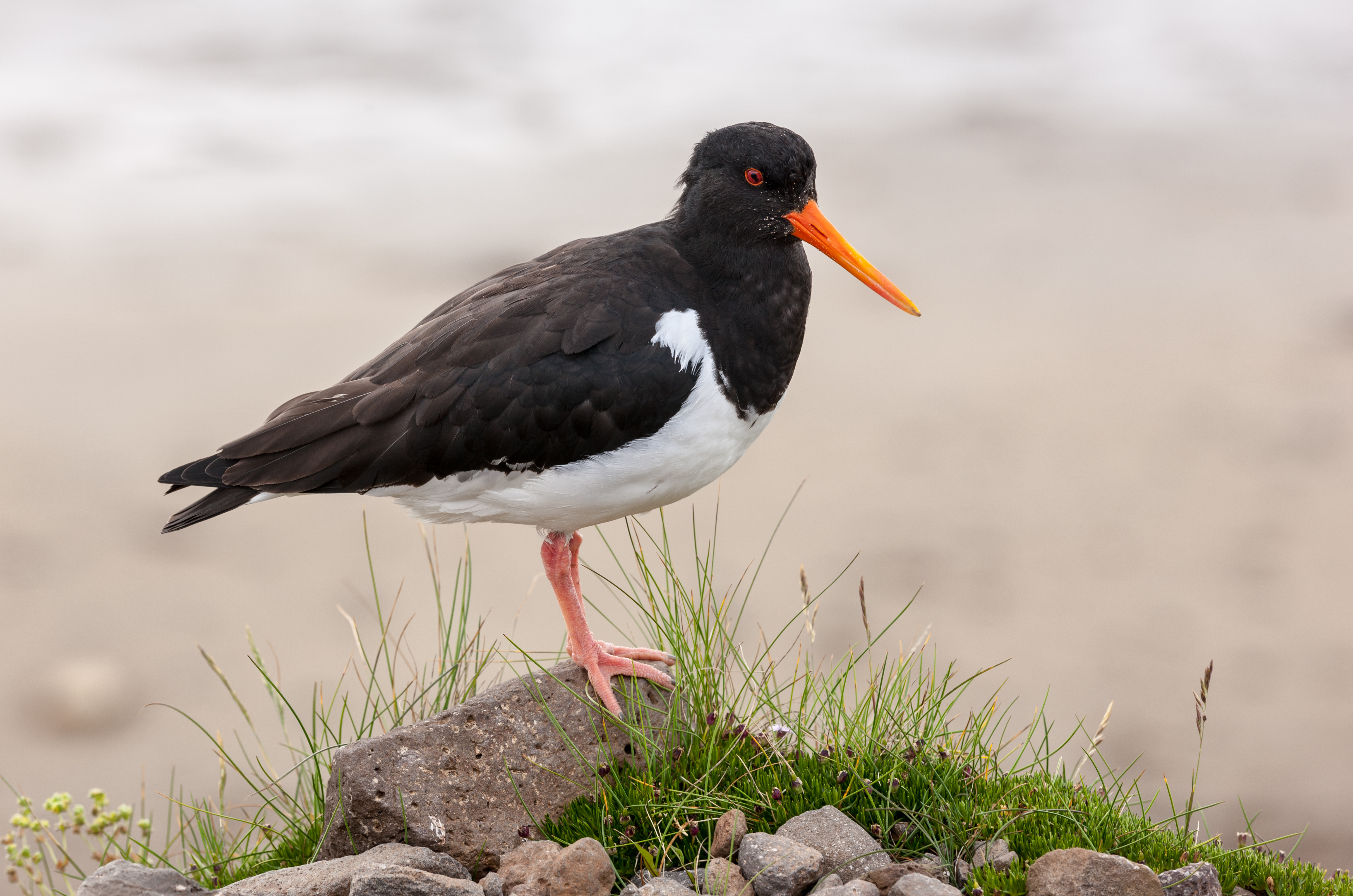
Huîtrier pie

Lyngholmen se compose principalement de bruyère et des buissons. Le point culminant est à 16 mètres au-dessus du niveau de la mer. Ces dernières années, Lyngholmen a pu afficher des populations reproductrices de plus de 20 goélands bruns. L'île est également un lieu de reproduction pour le guillemot à miroir, l'huîtrier pie, le goéland cendré, le goéland argenté, l' goéland marin, la sterne pierregarin et la bernache nonnette.
Objectif de conservation: prendre soin de l'avifaune et du milieu de vie des oiseaux liés à un îlot qui est une zone de nidification importante pour de nombreuses espèces d'oiseaux marins.